# Arne Karlsson (hjälparbetare)

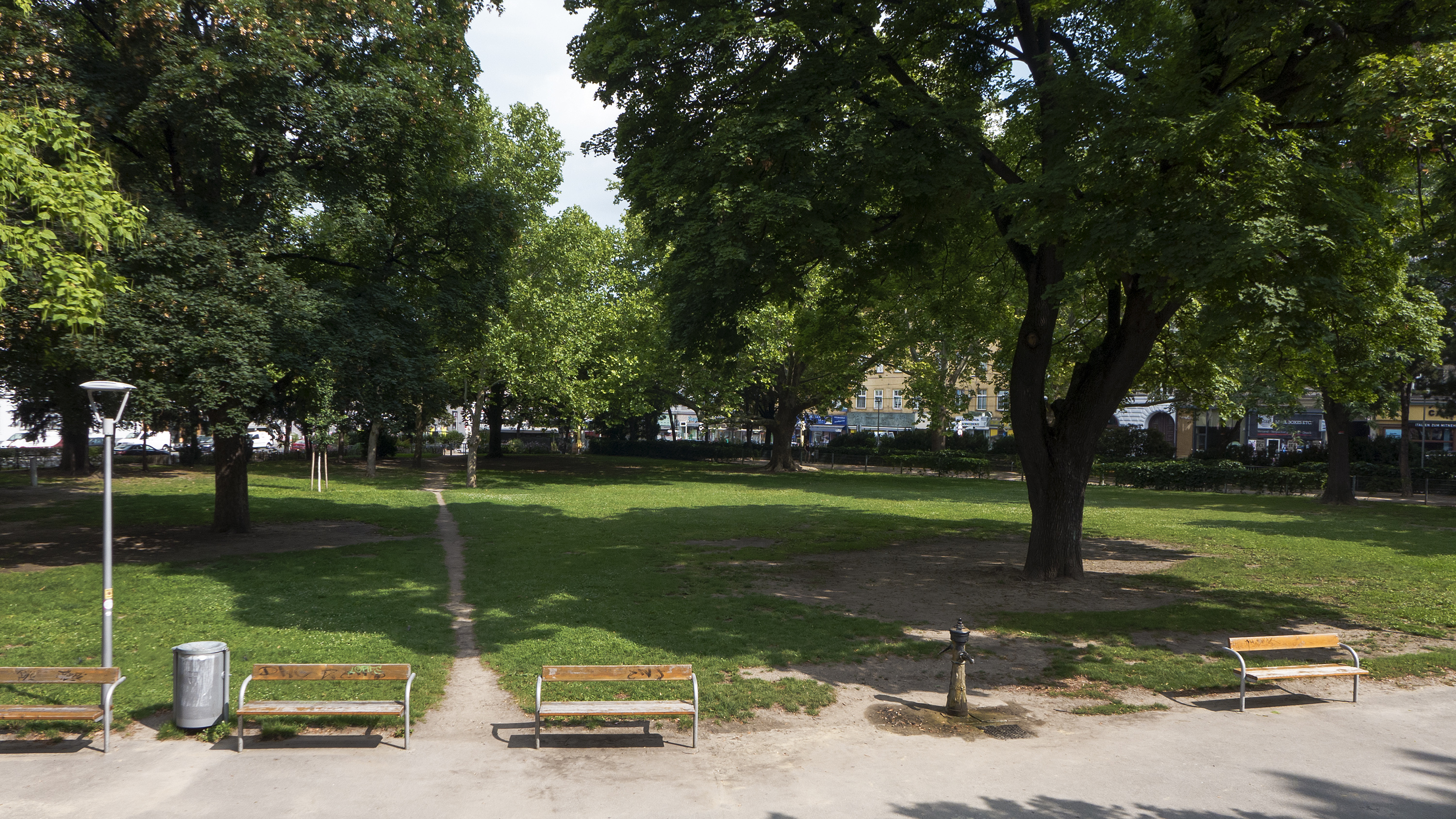
Arne-Karlsson-Park i Wien.

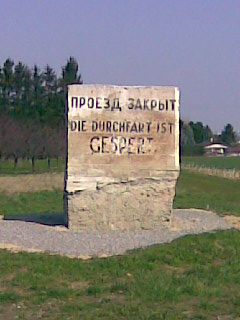
Gränssten med varningstext.

Erik Arne Karlsson, född 4 augusti 1912 i Kungsholms församling i Stockholm, död 11 juni 1947 i Bergs kommun i Österrike (folkbokförd i Katarina församling i Stockholm), var en svensk hjälparbetare. Han deltog i svenska Rädda Barnens hjälpaktion för Wien efter andra världskriget, vilken genomfördes 1946–1947. 
Arne Karlsson var son till kommunalarbetaren Bernhard Karlsson och Maria, ogift Eriksson, samt bror till Hans Karlsson och farbror till Jan O. Karlsson. Under sin tid i Stockholm arbetade han som bilinstruktör.
När den tyska kapitulationen inträffade var han chaufför vid den svenska beskickningen i Berlin. Han anmälde sig då för hjälparbete och blev transportchef hos Svenska Rädda Barnen i Berlin. Hösten 1945 var han med i repatrieringsarbetet i Tyskland och blev runt det följande årsskiftet intendent med ansvar för organisationens förråd i den då sönderbombade staden Wien. Under vakanser inträdde han som tillförordnad chef för den svenska hjälpaktionen där.
Arne Karlsson deltog i motståndet mot diktaturen i Spanien på 1930-talet och finska vinterkriget 1939, smugglade pengar till norska motståndsrörelsen 1940 och var med de vita bussarna i Bergen-Belsen 1945.
Han sköts till döds den 11 juni 1947 vid den österrikisk-tjeckoslovakiska gränsen, på gränsen mot nuvarande Slovakien, i Bergs kommun av sovjetiska vaktposter. Detta skedde efter att han i sin Rädda Barnen-bil hade kommit in på en spärrad väg.
Arne Karlsson var från 1937 gift med Ilse Weil (1914–1994) som var född i Österrike. Hon och sonen Tom (född 1944), vilka var med i bilen vid beskjutningen, undkom utan skador.
Han är begravd i familjegrav på Skogskyrkogården i Stockholm.
Arne Karlsson fick 1949 en park i Wien uppkallad efter sig, Arne-Karlsson-Park. Parkens namn stavades i Wien under lång tid av misstag Arne-Carlsson-Park. 1961 restes ett minnesmärke, Schwedenkreuz, i Berg i Niederösterreich nära gränserna till Burgenland och Slovakien vid platsen där han sköts till döds.